# Anatomia d'una caiguda
Anatomia d'una caiguda (francès: Anatomie d'une chute) és un thriller i drama legal francès del 2023 dirigit per Justine Triet a partir d'un guió coescrit per Triet i Arthur Harari. És protagonitzat per Sandra Hüller en el paper d'una escriptora que intenta demostrar la seva innocència en la mort del seu marit. Ha estat subtitulat al català.
Es va estrenar al 76è Festival de Canes el 21 de maig de 2023, on va competir per la Queer Palm i va guanyar la Palma d'Or i el Premi Palm Dog. S'estrenà als cinemes a França el 23 d'agost de 2023. A la 96a edició dels premis Oscar, va guanyar el premi al millor guió original per Triet i Harari, a més d'estar nominada a millor pel·lícula, millor actriu per Hüller i millor direcció per Triet. Als premis César va guanyar sis premis (més que cap altra pel·lícula) d'onze nominacions.

## Trama
Sandra Voyter, una escriptora alemanya, és arrestada per assassinat després de la mort del seu marit a la neu en circumstàncies misterioses i intenta demostrar la seva innocència durant el judici.

## Repartiment
- Sandra Hüller com a Sandra Voyter
- Swann Arlaud com a Vincent[5]
- Milo Machado-Graner com a Daniel[5]
- Antoine Reinartz com a l'advocat[5]
- Samuel Theis com a Samuel[5]
- Jehnny Beth com a Marge[5]
- Saadia Bentaieb com a Nour[5]
- Camille Rutherford com a Zoé[5]
- Anne Rotger com a presidenta[5]
- Sophie Fillières com a Monica[5]

## Producció
El 10 de juliol de 2021, Variety va informar que Les Films Pelleas i Les Films de Pierre coproduirien el quart llargmetratge de Justine Triet, Anatomie d'une chute, coescrit per Triet i Arthur Harari. Descrita com "un thriller procedimental hitchcockià", la pel·lícula marca la segona col·laboració de Triet amb Sandra Hüller després de la pel·lícula de 2019 Sibyl.

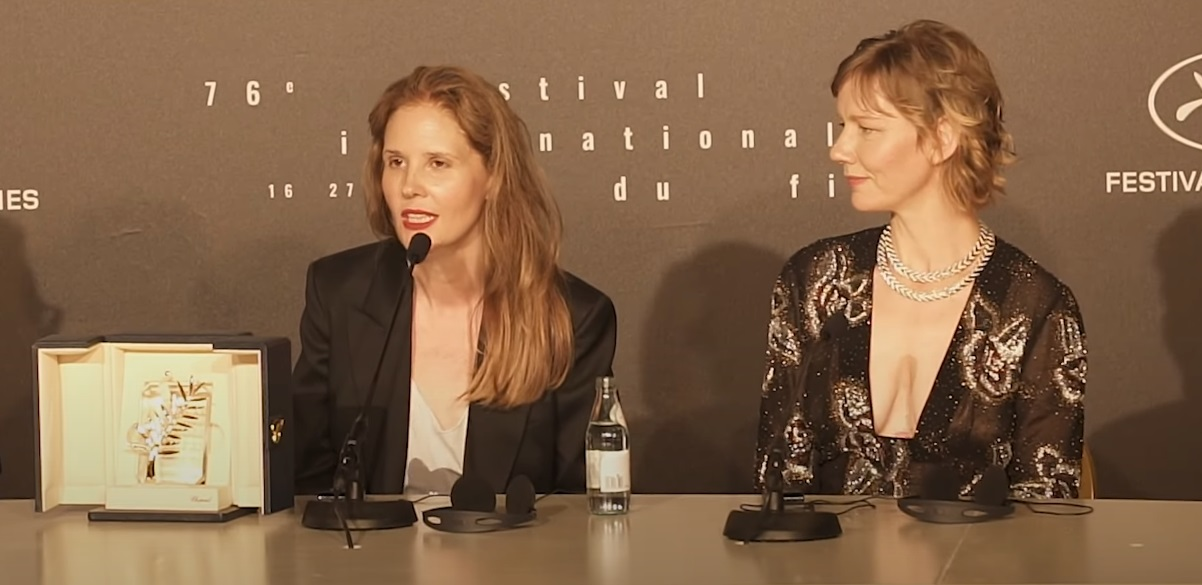
Justine Triet i Sandra Hüller al Festival de Cannes de 2023, després de guanyar la Palma dOr.

La fotografia principal va començar a finals de febrer de 2022 i es va acabar el 13 de maig de 2022. El rodatge es va dur a terme principalment a la regió d'Alvèrnia-Roine-Alps, com a Maurienne i Villarembert a la Savoia, i a Montbonnot-Saint-Martin i Grenoble a l'Isère. També es va rodar a Charente-Maritime i a París.

## Polèmica
A la cerimònia de lliurament de la Palma d'Or, la directora, Justine Triet, pronuncià un discurs crític amb 
el govern francès sobre la seua gestiò de la política cultural francesa i del moviment social contra la reforma de les pensions a França de 2023.